# 乔川乡
乔川乡，是中华人民共和国甘肃省庆阳市华池县下辖的一个乡镇级行政单位。

## 行政区划
乔川乡下辖以下地区：
徐背台村、杨湾湾村、李崾岘村、黄蒿掌村、章渠子村、铁角城村、王掌子村、艾蒿掌村和乔川林场。